# Kasperi Salo
Kasperi Salo (* 3. Oktober 1979 in Kerava) ist ein finnischer Badmintonspieler.

## Karriere
Kasperi Salo nahm 2004 im Herreneinzel an Olympia teil. Er verlor dabei gleich sein Auftaktmatch und wurde somit 17. in der Endabrechnung. In seiner Heimat Finnland gewann er drei nationale Titel. Bei den Norwegian International siegte er 2002, bei den Finnish International 2002 und 2003.

## Sportliche Erfolge
| Saison    | Veranstaltung                                | Disziplin    | Platz | Name |
| --------- | -------------------------------------------- | ------------ | ----- | --- |
| 1996      | Finnland: Einzelmeisterschaften der Junioren | Herrendoppel | 1     | Kasperi Salo / Antti Koljonen |
| 1997      | Finnland: Einzelmeisterschaften der Junioren | Herreneinzel | 1     | Kasperi Salo |
| 1998      | Finnland: Einzelmeisterschaften der Junioren | Herreneinzel | 1     | Kasperi Salo |
| 2000      | Finnland: Einzelmeisterschaften              | Mixed        | 1     | Kasperi Salo / Anu Weckström |
| 2000/2001 | Schweden: Einzelmeisterschaft U22            | Herreneinzel | 1     | Kasperi Salo (Uppsala KFUM) |
| 2002      | Norwegian International                      | Herreneinzel | 1     | Kasperi Salo |
| 2002      | Finnish International                        | Herreneinzel | 1     | Kasperi Salo |
| 2002      | Finnland: Einzelmeisterschaften              | Herreneinzel | 1     | Kasperi Salo |
| 2002/2003 | EBU Circuit                                  | Herreneinzel | 1     | Kasperi Salo |
| 2003      | Finnish International                        | Herreneinzel | 1     | Kasperi Salo |
| 2004      | Finnland: Einzelmeisterschaften              | Herreneinzel | 1     | Kasperi Salo |
| 2004      | Olympia                                      | Herreneinzel | 17    | Kasperi Salo |
| 2004/2005 | Deutsche Mannschaftsmeisterschaft            | Mannschaft   | 2     | SG EBT Berlin (Xuan Chuan, Robert Blair, Conrad Hückstädt, Kasperi Salo, Christian Haustveit, Tim Dettmann, Fabian Zilm, Nicole Grether, Joanne Nicholas) |
| 2005/2006 | Deutsche Mannschaftsmeisterschaft            | Mannschaft   | 2     | SG EBT Berlin (Xuan Chuan, Robert Blair, Tim Dettmann, Fredrik Bergström, Conrad Hückstädt, Kasperi Salo, Nicole Grether, Juliane Schenk)                 |